# حواجز تشرشل

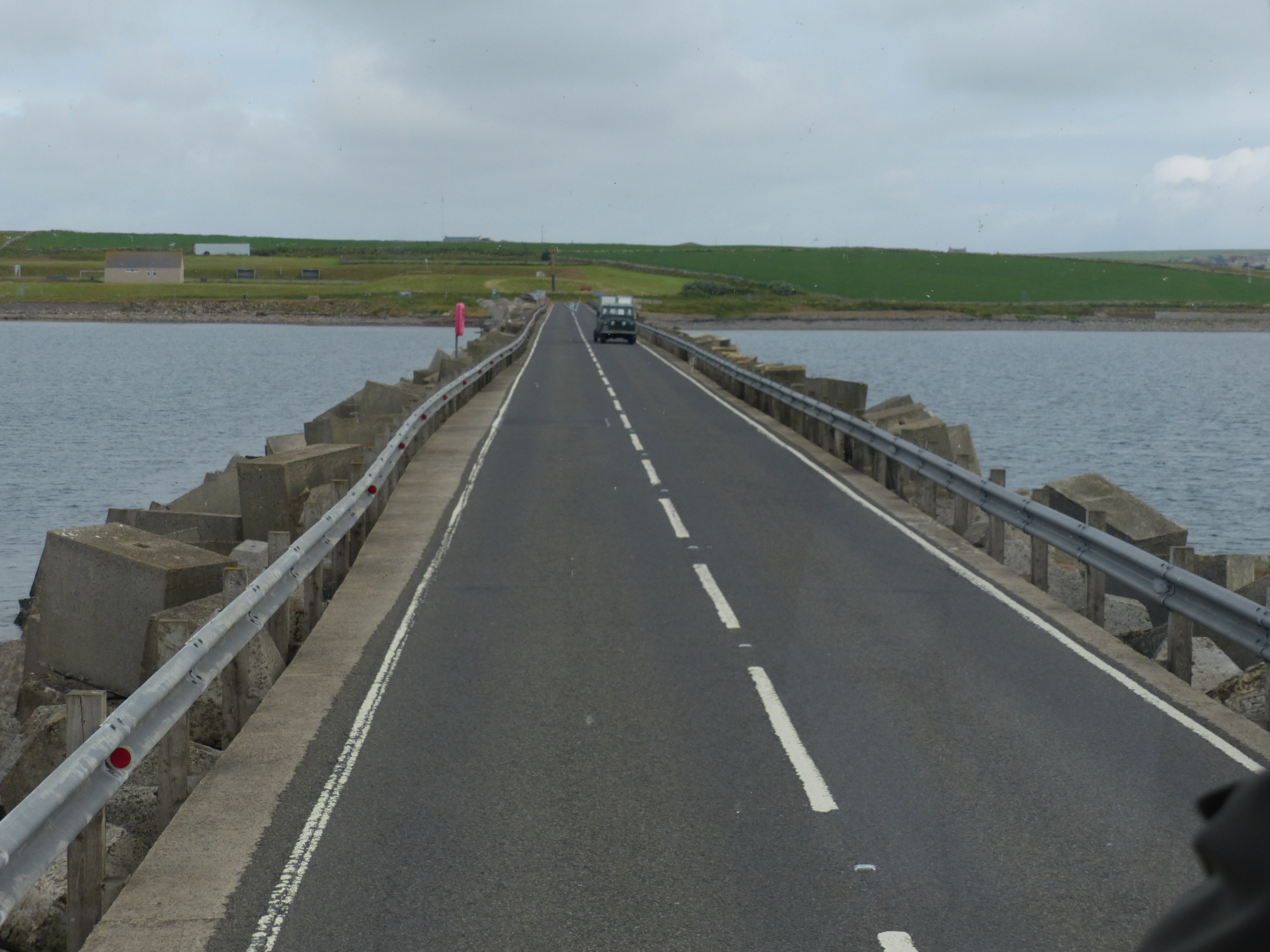

حواجز تشرشل هي أربعة ممرات في جزر أوركني (عند 58.8929 درجة شمالاً 2.8963 درجة غرباً، 58.8820 درجة شمالاً 2.9028 درجة غرباً، و58.8708 درجة شمالاً 2.9144 درجة غرباً، و58.8411 درجة شمالاً 2.9047 درجة غرباً)، ويبلغ طولها الإجمالي 2.3 كيلومتر (1.4 ميل). وهي تربط البر الرئيسي أوركني في الشمال إلى جزيرة رونالدساي الجنوبية عبر بورراي والجزرين الأصغر من لامب هولم وغليبس هولم.
تم بناء الحواجز في الأربعينات من القرن العشرين، كوسيلة دفاع بحرية في المقام الأول لحماية المرسى في سكابا فلو، ولكنها تعمل الآن كوصلات طرق. الحاجزان الجنوبيان، غليبس هولم إلى بورراي وبورراي إلى جنوب رونالدساي، هما من الفئة «أ».

## تاريخ
في 14 أكتوبر 1939، غرقت السفينة الحربية البحرية الملكية إتش إم إس انديفور وأتش أم أس رويال أوك (08) في مراسيها داخل الميناء الطبيعي لـ سكابا فلو، بواسطة يو - 571 الألمانية يو-47 تحت قيادة غونتر برين. دخلت يو-47 سكابا فلو من خلال هولم ساوند، وهو واحد من عدة مداخل شرقية لـ سكابا فلو.
كانت الممرات الشرقية محمية بتدابير تشمل سفن الحجب الغارقة والطفرات والشباك المضادة للغواصات، ولكن يو-47 دخلت ليلا في ارتفاع المد عن طريق التنقل بين السفن كتلة.
ولمنع وقوع المزيد من الهجمات، أمر اللورد الأول للأدميرال ونستون تشرشل ببناء حواجز دائمة. بدأ العمل في مايو 1940 واكتملت الحواجز في سبتمبر 1944 ولكن لم يتم فتحها رسميًا حتى 12 مايو 1945، بعد أربعة أيام من يوم النصر في أوروبا.

## بناء
مُنح عقد بناء الحواجز إلى بلفور بيتي، على الرغم من أن جزءاً من الحاجز الواقع في أقصى الجنوب (بين بورراي وجنوب رونالدساي) تم التعاقد من الباطن مع وليام تاوسي وشركاه. وكان أول مهندس مدني الإشراف المقيم E K آدمسون، نجح في عام 1942 من قبل G غوردون نيكول.
بدأت الأعمال التحضيرية في الموقع في مايو 1940، في حين أجريت تجارب على نماذج للتصميم في مختبرات ويتوورث الهندسية في جامعة مانشستر.
تم بناء قواعد الحواجز من اقفف تحيط 250.000 طن من الصخور المكسورة، من المحاجر في أوركني. تم إسقاط الخابل في مكانها من الكابلات العلوية في المياه حتى عمق 18 مترًا (59 قدمًا). ثم تم تغطية القواعد بـ 66.000 قطعة خرسانية محلية الصب بأحجام خمسة أطنان وعشرة أطنان. وقد وضعت الكتل التي يبلغ طولها خمسة أطنان في اللب، وتم ترتيب الكتل التي تزن عشرة أطنان على الجانبين في نمط عشوائي لتكون بمثابة فواصل لموجة.

## عمل
وقد تطلب مشروع بهذا الحجم قوة عاملة كبيرة بلغت ذروتها في عام 1943 حيث بلغت أكثر من 000 2 فرد.
وقد وفر ما يزيد على 300 1 من أسرى الحرب الإيطاليين الذين تم أسرهم في حرب الصحراء في شمال أفريقيا، الكثير من العمالة. تم نقلهم إلى أوركني من أوائل عام 1942 فصاعدًا.
وتم إيواء السجناء في ثلاثة معسكرات، 600 في المعسكر 60 في ليتل هولم، والـ 700 المتبقين في معسكرين في بورراي. أولئك الذين في المخيم 60 بنوا كنيسة إيطالية مزخرفة، والتي لا تزال على قيد الحياة وأصبحت منطقة جذب سياحي.

## روابط خارجية
- Burray and The Barriers
- Undiscovered Scotland: The Churchill Barriers
- Our Past History: The Churchill Barriers نسخة محفوظة 17 ديسمبر 2006 على موقع واي باك مشين.
- Okneypics.com: photos of the barrier